# Paul Hellmann (Marineoffizier)
Paul Hellmann (* 13. März 1889 im Forsthaus Zehnebeck im heutigen Landkreis Uckermark; † 19. Februar 1964 in Hamburg-Groß Flottbek) war ein deutscher Seeoffizier, der einzige Ritterkreuzträger der deutschen Handelsmarine im Zweiten Weltkrieg.

## Frühe Laufbahn
Hellmann diente 1911–1912 in der Kaiserlichen Marine des Deutschen Reichs, ging dann zur Handelsmarine und wurde Schiffsoffizier bei der Hapag. Er geriet beim Ausbruch des Ersten Weltkriegs in britische Gefangenschaft und verbrachte die Zeit von 1914 bis 1919 in einem kanadischen Kriegsgefangenenlager. Ab 1923 diente er wieder bei der Hapag als Handelsschiffsoffizier.

## Blockadebrecher
Beim Ausbruch des Zweiten Weltkriegs befand sich Hellmann als Kapitän des Motorschiffs Osorno in Chile, und sein Schiff wurde dort im September 1939 in Talcahuano aufgelegt. Im Frühjahr 1941 übernahm die Osorno von den ebenfalls dort aufliegenden Frachtern Tacoma und Portland eine Ladung Erz, Wolle, Schweineborsten u. a. m., mit der sie dann im Mai den Ausbruch nach Japan versuchte. Dabei erlitt sie am 18. Juni im Pazifik Maschinenschaden und wurde manövrierunfähig. Die am 18. Mai aus Coquimbo, Chile, ebenfalls mit Ziel Japan ausgelaufene Bogota empfing den gefunkten Hilferuf der Osorno, fand das Schiff und schleppte es über 1800 Seemeilen bis nach Yokohama, das am 3. Juli 1941 erreicht wurde.
Nach den notwendigen Reparaturen wurde die Osorno mit kriegswichtigen Gütern beladen und für die Fahrt als Blockadebrecher vorbereitet. Sie verließ Japan am 23. Dezember 1941, durchquerte den Pazifik, umrundete das Kap Hoorn und erreichte Bordeaux in Südfrankreich am 19. Februar 1942.
Am 23. März 1943 lief die Osorno von Bordeaux zu einer erneuten Blockadefahrt aus. Ziel war Japan, mit Zwischenstopp in Jakarta (Indonesien). Zwar meldete die britische Funkaufklärung am 27. März das Auslaufen von mehreren deutschen Frachtschiffen aus der Gironde mit Zerstörergeleit, aber die herbeibeorderten U-Boote kamen zu spät, um die Osorno und die Portland abzufangen. Am 8. Mai erreichte die Osorno Jakarta. Von dort ging sie weiter nach Japan.
Am 2. Oktober 1943 verließ die Osorno Kōbe mit einer Ladung von 3944 t Kautschuk, 1826 t Zinn und 180 t Wolframerz, mit Ziel Bordeaux. Singapur wurde am 10. Oktober erreicht, und das Kap der Guten Hoffnung wurde am 15. November umrundet. Zwar wurde das Schiff am 8. Dezember von einer auf Ascension stationierten Liberator der US Navy gesichtet, aber es gelang Hellmann nicht nur, den auf sein Schiff angesetzten alliierten Schiffen und Flugzeugen zu entgehen, sondern dabei auch die von alliierten Konvois in dichter Folge befahrenen nordatlantischen Konvoi-Routen USA-Gibraltar (am 16./17. Dezember) und USA-Großbritannien (am 19. Dezember) unentdeckt zu kreuzen. Am 21./22. Dezember hatte Hellmann das Seegebiet nördlich der Azoren erreicht und änderte seinen Kurs ostwärts in Richtung Biskaya und Gironde-Mündung. Ab dem Morgen des 25. Dezember wurde sein Schiff von britischen, kanadischen und australischen Sunderland-Flugbooten beschattet, von denen eins abgeschossen werden konnte. Am Mittag des 25. Dezember wurde die Orsono dann von der am Vortage aus der Gironde zu diesem Zweck (Unternehmen Bernau) ausgelaufenen 8. Zerstörerflottille und der 4. Torpedoboot-Flottille aufgenommen und in die Gironde eskortiert. Fliegerangriffe wurden von Ju 88 Fernjägern und der Flak der Schiffe abgewehrt.
Die Gironde wurde unversehrt erreicht, aber beim Einlaufen in die Gironde am 26. Dezember riss sich die Osorno am Wrack des Sperrbrechers 21 den Rumpf auf und musste mit einem zwölf Meter langen Riss auf den Strand gesetzt werden, um wenigstens die wertvolle Ladung zu retten. Diese wurde dann auf Leichter umgeladen und nach Bordeaux gebracht. Ein britischer Versuch am 31. Dezember, dies durch einen Bomberangriff zu verhindern und das Schiff vollends zu zerstören, scheiterte wegen schlechter Sicht.
Die Osorno war der letzte Überwasser-Blockadebrecher, der sein Ziel erreichte. Danach musste die Zufuhr kriegswichtiger Rohstoffe von und nach Ostasien durch Überwasserschiffe wegen der nahezu lückenlosen Feindüberwachung unterbleiben.

## Auszeichnungen
Für die erfolgreichen Fahrten nach Japan und Versorgungsfahrten von Japan nach Bordeaux wurde Paul Hellmann am 31. Dezember 1943 gleichzeitig mit beiden Stufen des Eisernen Kreuzes (II. und I. Klasse) ausgezeichnet. Nur sechs Tage später, am 6. Januar 1944, wurde ihm als einzigem Angehörigen der Handelsmarine das Ritterkreuz des Eisernen Kreuzes verliehen. Die Verleihungszeremonie mit Großadmiral Dönitz am 28. April 1944 wurde in der Deutschen Wochenschau Nr. 714 im Mai 1944 gezeigt.
Bereits 1940 hatte Hellmann das Kriegsverdienstkreuz II. Klasse mit Schwertern, 1942 das Kriegsverdienstkreuz I. Klasse mit Schwertern sowie das Blockadebrecherabzeichen und am 5. Juni 1942 den Kriegsverdienstwimpel erhalten.

## Kriegsmarine
Hellmann wurde am 1. Juli 1944 in die Kriegsmarine übernommen, nach kurzem Offizierslehrgang am 1. September 1944 zum Fähnrich zur See d.R. ernannt und zwei Monate später zum Leutnant zur See d.R. befördert. 1945 erfolgte seine Beförderung zum Oberleutnant zur See d.R.